# Susan Hawthorne
Susan Hawthorne (30 de novembro de 1951) é uma escritora, poetisa, comentarista política e editora australiana. Juntamente com Renate Klein, é cofundadora e diretora da Spinifex Press, uma editora feminista independente. Ela e Klein venceram o Prêmio George Robertson, que reconhece editores com 30 anos ou mais de serviço editorial.

## Carreira
Hawthorne é especialista em publicações feministas e publicações independentes. Ela é a coordenadora de língua inglesa da International Alliance of Independent Publishers (baseada em Paris). Hawthorne tem um doutorado em Estudos Femininos e Ciências Políticas da Universidade de Melbourne, bem como pós-graduações em Grego Antigo e Sânscrito, e Bacharel de Artes (Hons) em Filosofia na Universidade La Trobe. Ela é professora adjunta no Programa de Redação da James Cook University.
Hawthorne também é trapezista e artista de circo. Ela fez uma interpretação no Performing Older Women's Circus, bem como no Melbourne's Women's Circus.

## Escrita
As obras de Hawthorne incluem livros de poesia, ficção e não-ficção.
Sua coleção de poesia Cow foi indicada para o Prêmio de Poesia Kenneth Slessor, o Prêmio Literário NSW Premier, e o Prêmio de Poesia Lésbica Audre Lorde (EUA), em 2012. Sua coleção de poesia Earth's Breath foi indicada para o Prêmio de Poesia Judith Wright, em 2010.
O romance The Falling Woman foi indicado como um dos melhores livro australiano do ano (1992) e um dos vinte melhores títulos no Listener Women's Book Festival (NZ).
O Spinifex Quiz Book foi finalista no The Australian Educational Publishing Awards e no Wild Politics: Feminism, Globalization and Biodiversity, em (1993). Também foi incluído na lista de Melhores Livros para se ler em 2002 da Australian Book Review.
Hawthorne recebeu duas residências internacionais: em 2013 da Australia Council for the Arts, de seis meses, para escrever Lupa and Lamb em Roma; e em 2009, de quatro meses, da Arts Queensland e o da Australia Council para Chennai, Índia, para escrever Vaca.